# Новонікольськ (Богучарський район)
Новонікольськ (рос. Новоникольск) — село у Росії, Богучарському районі Воронізької області. Входить до складу Первомайського сільського поселення.
Населення становить 103 особи (49 чоловічої статі й 54 — жіночої) за переписом 2010 року.

## Історія
За даними 1859 року на власницькому хуторі Новонікольськ  (Новонікольський, Хрипун) Богучарського повіту Воронізької губернії мешкало 505 осіб (252 чоловічої статі та 270 — жіночої), налічувалось 60 дворових господарств.
Станом на 1886 рік у колишній власницькій слободі Шуринівської волості мешкало 470 осіб, налічувалось 85 дворових господарства, існувала православна церква, відбувався торжок.
За переписом 1897 року кількість мешканців зросла до 650 осіб (329 чоловічої статі та 321 — жіночої), з яких всі — православної віри.
За даними 1900 року у слободі мешкало 754 особи (396 чоловічої статі та 358 — жіночої) переважно українського населення, налічувалось 114 дворових господарств, існували мануфактурна й винна лавки, відбувались базари.

## Населення
| 2000 | 2005 | 2010 |
| ---- | ---- | ---- |
| 132  | ↘122 | ↘103 |